# Đội tuyển bóng đá U-17 nữ quốc gia Anh
Đội tuyển bóng đá U-17 nữ quốc gia Anh là một đội tuyển bóng đá nữ trẻ đại diện cho Anh tại các giải đấu cấp độ U-17. Đội do Hiệp hội bóng đá Anh điều hành. Thành tích tốt nhất của đội tại các giải đấu quốc tế là vị trí thứ ba tại 2016.

## Thành tích tại các giải đấu lớn

### World Cup U-17
- 2008: Hạng tư
- 2010–2014: Không vượt qua vòng loại
- 2016: Tứ kết

### Giải vô địch U-17 châu Âu
- 2008: Hạng tư
- 2009–2013: Không vượt qua vòng loại
- 2014: Hạng tư
- 2015: Vòng bảng
- 2016: Hạng ba

## Đội hình hiện tại
Đội hình tham dự 2016 ở Jordan.
| 0#0 | Vị trí | Cầu thủ           | Ngày sinh và tuổi           | Câu lạc bộ              |
| --- | ------ | ----------------- | --------------------------- | ----------------------- |
| 1   | TM     | Ellie Roebuck     | 23 tháng 9, 1999 (17 tuổi)  | Manchester City W.F.C.  |
| 2   | HV     | Flo Allen         | 13 tháng 8, 1999 (17 tuổi)  | Bristol City W.F.C.     |
| 3   | HV     | Taylor Hinds      | 25 tháng 4, 1999 (17 tuổi)  | Arsenal L.F.C.          |
| 4   | TV     | Hollie Olding     | 3 tháng 1, 1999 (17 tuổi)   | Chelsea L.F.C.          |
| 5   | HV     | Grace Smith       | 20 tháng 1, 1999 (17 tuổi)  | Aston Villa L.F.C.      |
| 6   | HV     | Lotte Wubben-Moy  | 11 tháng 1, 1999 (17 tuổi)  | Arsenal L.F.C.          |
| 7   | TĐ     | Alessia Russo     | 8 tháng 2, 1999 (17 tuổi)   | Chelsea L.F.C.          |
| 8   | TV     | Laura Hooper      | 5 tháng 7, 1999 (17 tuổi)   | Arsenal L.F.C.          |
| 9   | TĐ     | Ellie Brazil      | 10 tháng 1, 1999 (17 tuổi)  | Birmingham City L.F.C.  |
| 10  | TĐ     | Georgia Stanway   | 3 tháng 1, 1999 (17 tuổi)   | Manchester City W.F.C.  |
| 11  | TĐ     | Niamh Charles     | 21 tháng 6, 1999 (17 tuổi)  | Liverpool L.F.C.        |
| 12  | HV     | Anna Patten       | 20 tháng 4, 1999 (17 tuổi)  | Arsenal L.F.C.          |
| 13  | TM     | Katie Startup     | 28 tháng 1, 1999 (17 tuổi)  | Chelsea L.F.C.          |
| 14  | HV     | Kelsey Pearson    | 10 tháng 10, 1999 (16 tuổi) | Blackburn Rovers L.F.C. |
| 15  | HV     | Lois Joel         | 2 tháng 6, 1999 (17 tuổi)   | Chelsea L.F.C.          |
| 16  | TĐ     | Ella Toone        | 2 tháng 9, 1999 (17 tuổi)   | Manchester City W.F.C.  |
| 17  | TĐ     | Hannah Cain       | 11 tháng 2, 1999 (17 tuổi)  | Sheffield F.C. Ladies   |
| 18  | TV     | Anna Filbey       | 11 tháng 10, 1999 (16 tuổi) | Arsenal L.F.C.          |
| 19  | TV     | Jessie Jones      | 12 tháng 5, 1999 (17 tuổi)  | Yeovil Town L.F.C.      |
| 20  | TV     | Connie Scofield   | 26 tháng 5, 1999 (17 tuổi)  | Birmingham City L.F.C.  |
| 21  | TM     | Georgia Valentine | 7 tháng 10, 1999 (16 tuổi)  | Reading F.C. Women      |